# The Spoils
The Spoils – kolekcjonerska gra karciana pierwotnie wydana (w 2006 r.) przez Tenacious Games, od 2009 r. będąca własnością duńskiej firmy Arcane Tinmen.
Przeciwnicy grają Frakcjami (ang. Faction), które rywalizują o wpływy nad wielkim miastem. W tym celu używają Profesji (ang. Trade), które walczą między sobą o zdobycie kontroli. W grze jest 5 Profesji – Rouge, Warlord, Banker, Gearsmith i Arcanist.

## Historia Gry
The Spoils pozostawało w fazie rozwoju i testów od 2001 do 2006 r. Zespół projektantów składał się z grupy ludzi, między innymi z Dylana Mayo, Josha Lytle, Jona Finkel – spośród których wielu było graczami Magic: The Gathering. Gra wystartowała jako darmowa edycja oznaczona jako Open Beta w sierpniu 2006. Komercyjnie ujrzała światło dzienne w listopadzie 2006 dodatkiem First Edition Part 1. W marcu 2007 wydano drugą część First Edition Part 2, a następnie w grudniu pierwszą część cyklu Seed: Children of the Lingamorph. Gra zdobywała wciąż rosnącą popularność w USA dzięki scenie turniejowej z potężnymi nagrodami pieniężnymi – od sierpnia do października 2006 Tanacious wspomagała wejście na rynek pierwszego dodatku, organizując ponad 1000 darmowych turniejów z pulą nagród pieniężnych ponad 60 tysięcy dolarów. W roku 2007 oficjalna gra zorganizowana nazwana została The Spoils Tournament Exprience z pulą nagród równą 1 mln dolarów. W połowie 2008 r. firma Tenacious ogłosiła niewypłacalność spowodowaną przedłużającymi się negocjacjami i w efekcie wycofaniem się głównego inwestora. Gra została wystawiona na sprzedaż, a przez wielu graczy uznana za martwą. Na początku 2009 licencję na wydawanie gry zakupiła firma Arcane Tinmen, która zatrudniła część zespołu odpowiedzialnego za pierwotny sukces The Spoils i rozpoczęła pracę nad wydaniem kolejnej edycji. W sierpniu 2010 została wydana druga część cyklu Seed 2: Gloamspike’s Revenge – tym samym potwierdzająca powrót gry na rynek.

## Mechanika Gry
W The Spoils obaj gracze kontrolują Frakcję (Faction) i rozpoczynają z kartą ją reprezentującą w grze. Karta The Tournament Faction definiuje podstawowe możliwości i ograniczenia podczas gry.
Karta ta określa liczbę Influence. Jest to liczba „życia” – może go przybywać i ubywać w trakcie gry w wyniku działania innych kart – zredukowana do 0 oznacza przegraną gracza. Na karcie znajdują się także informacje dotyczące rozpoczęcia gry – ilość zasobów i liczba kart na ręce, z którymi gracz rozpoczyna grę.
W przeciwieństwie do innych karcianek kolekcjonerskich w The Spoils nie ma faz, a wiele standardowych ruchów definiowanych jest przez kartę Frakcji. Dla przykładu karta The Tournament Faction ma dwie zasady determinujące, co dzieje się w każdej turze. Zasada Restore dotyczy odnawiania zasobów i użytych kart. Natomiast zasada Develop mówi o dociąganiu kart i zagrywaniu zasobów. Dlatego używając karty swojej Frakcji, można odnowić wszystkie swoje zasoby i użyte karty, aby móc użyć ich ponownie w następnej turze, podczas gdy gracz posiadający inną kartę Frakcji może stosować inne zasady.
Do ciekawych, odróżniających The Spoils od innych gier karcianych, rozwiązań należy Speed – statystyka kart postaci determinująca, który z graczy pierwszy przydziela atak oraz możliwość łączenia postaci w grupy i atakowania przeciwnika całymi tzw. party.

### Talia
Aby grać w The Spoils każdy gracz musi posiadać swoją talię. Talia powinna się składać z minimum 75 kart (bez górnego limitu) oraz z jednej i tylko jednej karty frakcji. W talii mogą być maksymalnie cztery kopie karty o tej samej nazwie. Od tej reguły odstępują karty zasobów (Staple Resource), których można mieć nielimitowaną liczbę. Aby zacząć grę w The Spoils wystarczy nabyć talię tematyczną – Trade Deck z wybraną frakcją, który jest starterem dla nowych graczy i dokupić kilka zestawów dodatkowych – boosterów. Drugą opcją rozpoczęcia gry przez nowego gracza jest produkt Starter dla dwóch graczy, który zawiera dwie talię po 73 karty i booster uzupełniający powyższe talie. Po dokonaniu takich zakupów i złożeniu talii można zacząć grać i brać udział w turniejach.
W formacie Limited zasady tworzenia talii się zmieniają – minimalna ich liczba w talii zmniejsza się do 45 kart + karta frakcji, a liczba kopii jednej karty jest nieograniczona. Format Limited to turnieje Sealed lub Draft, gdzie mamy ograniczoną liczbę kart oraz czasu na stworzenie talii. W turniejach typu Sealed gracz otrzymuje Competition Pack + 2 boostery lub 5 boosterów, czyli około 63 kart do złożenia talii. W turniejach typu Draft gracz otrzymuje 3 boostery, czyli 39 kart do złożenia talii z tą różnicą, że karty wybiera gracz podczas tzw. draftowania.
Talie mogą być złożone tematycznie pod jedną wybraną profesję lub zawierać ich kilka (w praktyce maksymalnie 3). Karty w talii muszą ze sobą współgrać, tak aby zapewniły graczowi przewagę nad przeciwnikiem.

### Rodzaje kart
Karty Resource (zasobów) pozwalają zagrywać inne karty z ręki – 5 rodzajów zasobów z charakterystycznymi ikonami i kolorami umożliwiają „zapłacenie” odpowiedniego kosztu zagrania karty. Koszt karty zaznaczony jest w jej lewym górnym rogu. Znajduje się tam cyfra oznaczająca ilość Resource (zasobów), których należy użyć, aby ją zagrać oraz ikony oznaczające minimalną ilość określonych Resource jakie gracz musi mieć w grze (tzw. Treshold). Jako Resource można użyć dowolnej karty, wykładając ją w polu swoich zasobów grafiką do dołu. Tak wyłożoną kartą można zapłacić numeryczny koszt innej karty, ale należy pamiętać, że jest ona neutralna – nie ma spełnia wymogu Treshold.
W grze oprócz Resource występują jeszcze 4 typy kart:
- Characters (Postaci):

Karty Postaci używa się, aby atakować swojego przeciwnika i bronić się przed jego atakami. Karty te mają w prawym górnym rogu 3 cyfry.
Oznaczają one
– Strength (Siłę) – jak duże obrażenia postać może zadać podczas ataku;
– Life (Życie) – jak dużo obrażeń postać może otrzymać;
– Speed (Prędkość) – szybsze postacie atakują zadają obrażenia pierwsze.
Postacie nie mogą atakować w turze, w której zostały wprowadzone do gry. Od chwili wprowadzenia karty Postaci można używać ich zdolności.
- Tactics (Taktyki):

Karty Taktyki mają jednorazowy efekt i mogą być użyte w odpowiedzi na zagrywkę przeciwnika.
- Items (Przedmioty):

Karty Przedmiotów pozostają w grze i wywołują ciągły efekt w grze.
- Locations (Lokacje):

Karty Lokacji mają podobny efekt jak karty Przedmiotów, z tą różnicą, że mogą być atakowane. Cyfra w prawym górnym rogu karty – Structure – symbolizuje „odporność” Lokacji. Jeśli otrzyma ona obrażenia równe liczbie Structure, zostaje zniszczona. Obrażenia zadane Lokacjom pozostają na nich podczas kolejnych tur.

### Pięć filarów The Spoils
The Spoils™ daje graczom szeroki wybór – frakcji, postaci, ustawień i przedmiotów. Każda karta w grze jest częścią jednej z pięciu frakcji. Każda frakcja ma swoje cechy charakterystyczne, unikatowy wygląd oraz własny asortyment strategii prowadzących do wygranej.
- Arcanist wykorzystuje surrealistyczne, ohydne rytuały do przyzywania spaczonych sił pozwalających mu manipulować światem realnym.

Jako zasoby wykorzystuje Obssesion (Obsesję). Większość z postaci służących Arcanistom posiada zdolność COVERT (Ukryty). Podchodzą niezauważone i zmuszają przeciwników do odrzucania kart z ręki. Równie sprawnie potrafią generować tokeny oraz przeszukiwać bibliotekę i przejmować kontrolę nad kartami przeciwnika.
- Banker jest bezwzględnym manipulatorem, który uwielbia wykorzystywać swoje pieniądze w przekupstwach. Pomnaża bogactwo z upodobaniem wymuszając haracze na swoich podwładnych.

Jako zasoby wykorzystują Greed (Chciwość). Są defensywni, z dużą liczbą kart blokujących przeciwnika. Jako profesja mają zdolność nabywania i wydawania dużej ilości Influence. Bankierzy lubią dobierać dużo kart i mają wiele zdolności bezpośredniego usuwania postaci przeciwnikowi.
- Gearsmith wykorzystuje swoją niespotykaną inteligencję, aby pogrążyć swego wroga. Tworzy on genialne wynalazki – małe, niezniszczalne robociki Micromajig lub wielkie Golemy, którymi nęka przeciwnika.

Jako zasoby wykorzystują Elitism (Elityzm). Lubią używać reduktorów kosztu kart do zdobycia przewagi. Charakteryzują się największą liczbą Przedmiotów oraz kart tworzących tokeny Postaci.
- Rogue ceni spryt ponad prawo, wykorzystuje swoje przymioty nie zważając na ogólnie przyjęte zasady.

Jako zasoby wykorzystuje Deception (Oszustwo). W grze Złodzieje starają się wykorzystać Discard Pile (stos odrzuconych kart) przeciwko swojemu oponentowi. Ułatwiają sobie zdobycie przewagi poprzez przeszukiwanie biblioteki kart przeciwnika.
- Warlord jest brutalny i żądny krwi. Wszystkie problemy rozwiązuję siłą i agresją na wielką skalę.

Jako zasoby wykorzystuje Rage (Furia). Jest szybki, silny i bardzo ofensywny. Wojowników jest wielu, dążą do szybkiej konfrontacji i zdobycia przewagi. Posiadają jedną z najlepszych postaci – Dragon Tank – który niszczy jednego przeciwnika na turę.

## Edycje i dodatki
| Nazwa dodatku                    | liczba kart | Premiera      |
| -------------------------------- | ----------- | ------------- |
| Open Beta                        | 200         | Sierpień 2006 |
| 1st Edition                      | 220         | Listopad 2006 |
| 1st Edition, Part 2              | 165         | Marzec 2007   |
| Seed: Children of the Lingamorph | 220         | Grudzień 2007 |
| Seed II: Gloamspike’s Revenge    | 110         | Sierpień 2010 |